# Paul Wilsdorf
Paul Gotthold Hugo Wilsdorf (* 1. Januar 1856 in Wellerswalde; † 7. Januar 1928 in Dresden) war ein deutscher Jurist und hoher sächsischer Staatsbeamter. Er war unter anderem  Landgerichtsdirektor sowie Geheimer Rat und Ministerialdirektor im Vorstand des sächsischen Justizministeriums und nahm mehr als 15 Jahre als Regierungskommissar an zahlreichen Landtagsverhandlungen teil.

## Leben und Werk
Wilsdorf war der Sohn des Lehrers am Privatseminar in Wellerswalde, Johann Karl Eduard Wilsdorf. Nach dem Besuch der Fürstenschule in Grimma, des Studiums des Rechtswissenschaften an der Universität Leipzig und der ersten juristischen Staatsprüfung 1878 trat Wilsdorf beim Gerichtsamt Oschatz in den sächsischen Staatsdienst ein, arbeitete später als Landgerichtsrat am Landgericht Plauen und wurde 1893 auf eigenen Wunsch als Rat an das Landgericht Dresden versetzt. Der König von Sachsen beförderte ihn am Jahresende 1894 zum Landgerichtsdirektor beim Landgericht Dresden. Ende Dezember 1896  wurde er Oberlandesgerichtsrat und später Geheimer Justizrat. Nachdem er 1902 als Hilfsarbeiter an das sächsische Justizministerium berufen worden war und dieses bei mehreren Landtagssitzungen vertreten hatte, wurde ihm 1903 der Titel Geheimer Justizrat verliehen. Als solcher gehörte er außerdem der Prüfungskommission für die juristische Staatsprüfung im Königreich Sachsen an. Im Mai 1904 erfolgte seine Beförderung zum Vortragenden Rat im Justizministerium durch den sächsischen König.
Im Sächsischen Archiv für Rechtspflege äußerte sich Wilsdorf mehrfach wissenschaftlich, so 1907 über die damals diskutierte Übernahme der Vormundschaft über österreichische Staatsangehörige auf Ersuchen österreichischer Gerichte. Als Regierungskommissar nahm er juristisch beratend an zahlreichen Sitzungen des sächsischen Landtages bis zu seiner Pensionierung teil. Im Oktober 1910 nahm er als Vertreter der Staatsregierung die Einweihung des Amtsgerichts Rötha vor.
Als Vortragendem Rat im Justizministerium verlieh der König von Sachsen Wilsdorf ihm im Mai 1913 „den Titel und Rang als Geheimer Rat“. Kurze Zeit später, am 1. Oktober 1913, ernannte ihn der König als Nachfolger von Georg Albert Geßler, der zum Oberlandesgerichtspräsidenten berufen worden war, zum Ministerialdirektor. Damit gehörte Wilsdorf vor dem Ersten Weltkrieg zu den höchsten sächsischen Staatsbeamten, vergleichbar mit einem späteren Staatssekretär. 1921 trat er in den Ruhestand. Er starb als Ministerialdirektor i. R. und Geheimer Rat wenige Tage nach seinem 72. Geburtstag in Dresden. Seine Urne wurde auf dem Johannisfriedhof beigesetzt.

## Ehrungen (Auswahl)
- 1905: Sächsischer Verdienstorden, Ritterkreuz I. Klasse
- 1905 ff.: zahlreiche Audienzen und Einladungen zu Staatsdienertafeln bei König Friedrich August von Sachsen
- 1909: Albrechts-Orden, Komturkreuz II. Klasse
- 1916: Kriegsverdienstkreuz
- 1918: Albrechts-Orden, Komturkreuz I. Klasse